# Simental

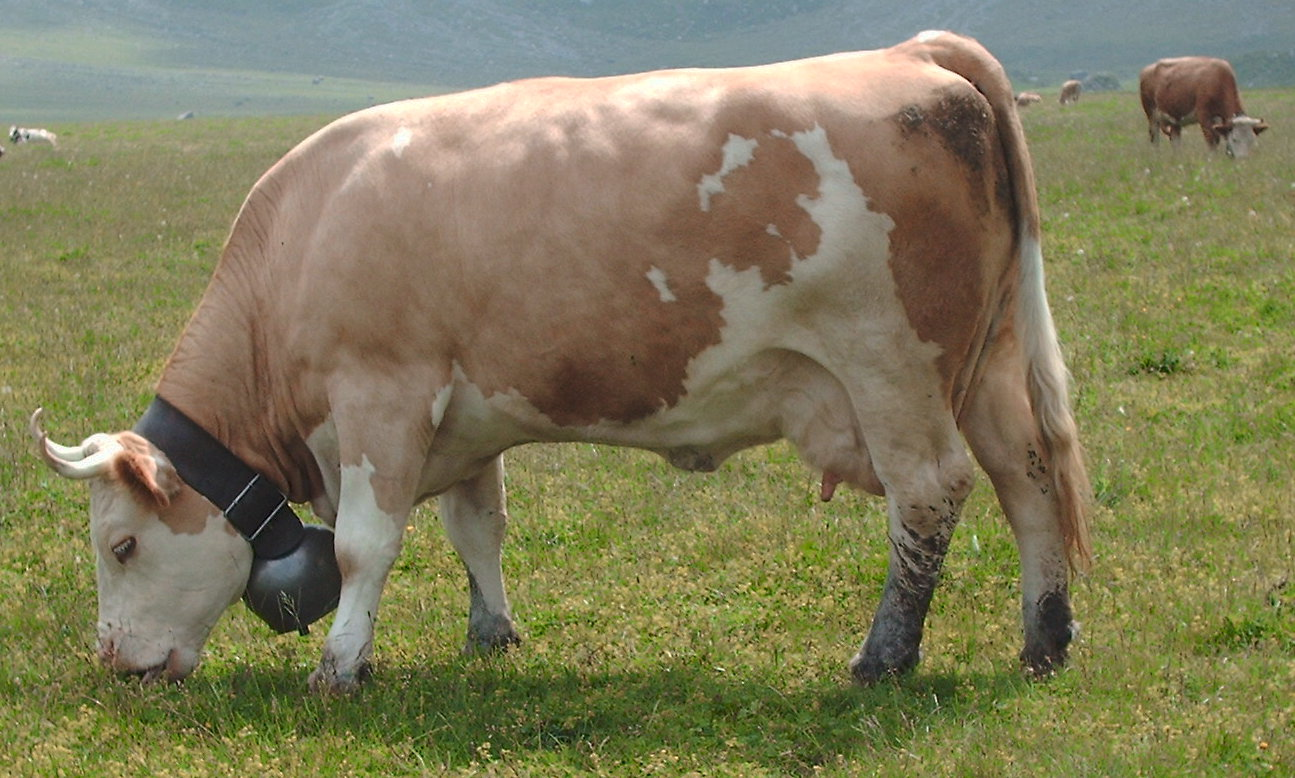
Krowa rasy simentalskiej – odmiana mleczno-mięsna

Simental, Simmental, bydło simentalskie – szwajcarska rasa bydła typu mięsno-mlecznego, wyhodowana w średniowieczu w dolinach rzek Simme i Saane z bydła miejscowego. Charakteryzuje się umaszczeniem biało-kremowym lub czerwono-białym, głowa umaszczona na biało. Wysokość w kłębie ok. 145 cm, krowy ważą od 650-800 kg, buhaje od 900-1100 kg. Krowa rasy simentalskiej daje rocznie ponad 3500 kg mleka w tym do 4% tłuszczu. Rasa ta rozpowszechniona jest w całej Europie. Simentale hodowlane są w południowo-wschodniej Polsce od 150 lat. Obok rasy holsztyno-fryzyjskiej (HF) simentale są drugą najliczniejszą i najpopularniejszą rasą bydła na świecie. Liczebność tego pogłowia na świecie ocenia się obecnie (2007) na 42 mln sztuk. W Polsce hodowla tej rasy odbywa się głównie w woj. podkarpackim a liczebność tego stada wynosi ok. 45 tys. sztuk, z czego 3778 sztuk objętych jest kontrolą użytkowości. 
Rasa ta cechuje się duża odpornością na choroby w tym na mastitis. Wyróżniają się również długowiecznością. Wydajność produkcyjna tego gatunku wynosi 15 lat, w tym czasie możliwe jest uzyskanie ponad 52 tys. kg mleka od jednej sztuki, przy w miarę stabilnej laktacji przez cały okres hodowli. Pełną efektywność przy produkcji mleka uzyskuje się do dziewiątej laktacji i nie spada ona poniżej 4500 kg/rok. Krowy rekordzistki, np. Bella ze stada należącego do Zakładu Doświadczalnego Instytutu Zootechniki w Odrzechowej, uznana została w roku 2006 za superchampiona. Z krowy tej uzyskano 7393 kg mleka o zawartości 3,52% tłuszczu i 3,56% białka. Rasa ta używana jest również do ulepszania poprzez krzyżowanie bydła miejscowego.
W Polsce Krajowa Wystawa Bydła Simentalskiego organizowana jest co roku w każdą ostatnią niedzielę sierpnia w Rudawce Rymanowskiej. Organizatorem imprezy jest Zakład Doświadczalny Instytutu Zootechniki w Odrzechowej koło Bukowska.
Wizerunek krowy simentalskiej (o nienaturalnym, fioletowym kolorze) widnieje w logo czekolad Milka.

## Hodowla bydła simentalskiego na świecie
| Kraj       | Wielkość pogłowia (1996) | Udział w stadzie |
| ---------- | ------------------------ | ---------------- |
| Niemcy     | 4 400 000                | 28%              |
| Austria    | 2 100 000                | 80%              |
| Szwajcaria | 800 000                  | 44%              |
| Francja    | 1 650 000                | 9%               |
| Włochy     | 320 000                  | 5%               |
| Czechy     | 1 200 000                | 60%              |
| Słowacja   | 400 000                  | 45%              |
| Słowenia   | 272 000                  | 57%              |
| Chiny      | 12 000                   | 15%              |
| Rosja      | 16 000                   | 24%              |
| Polska     | 45 000                   |                  |
| pozostali  | 80 000                   |                  |

Wystawa w 2008
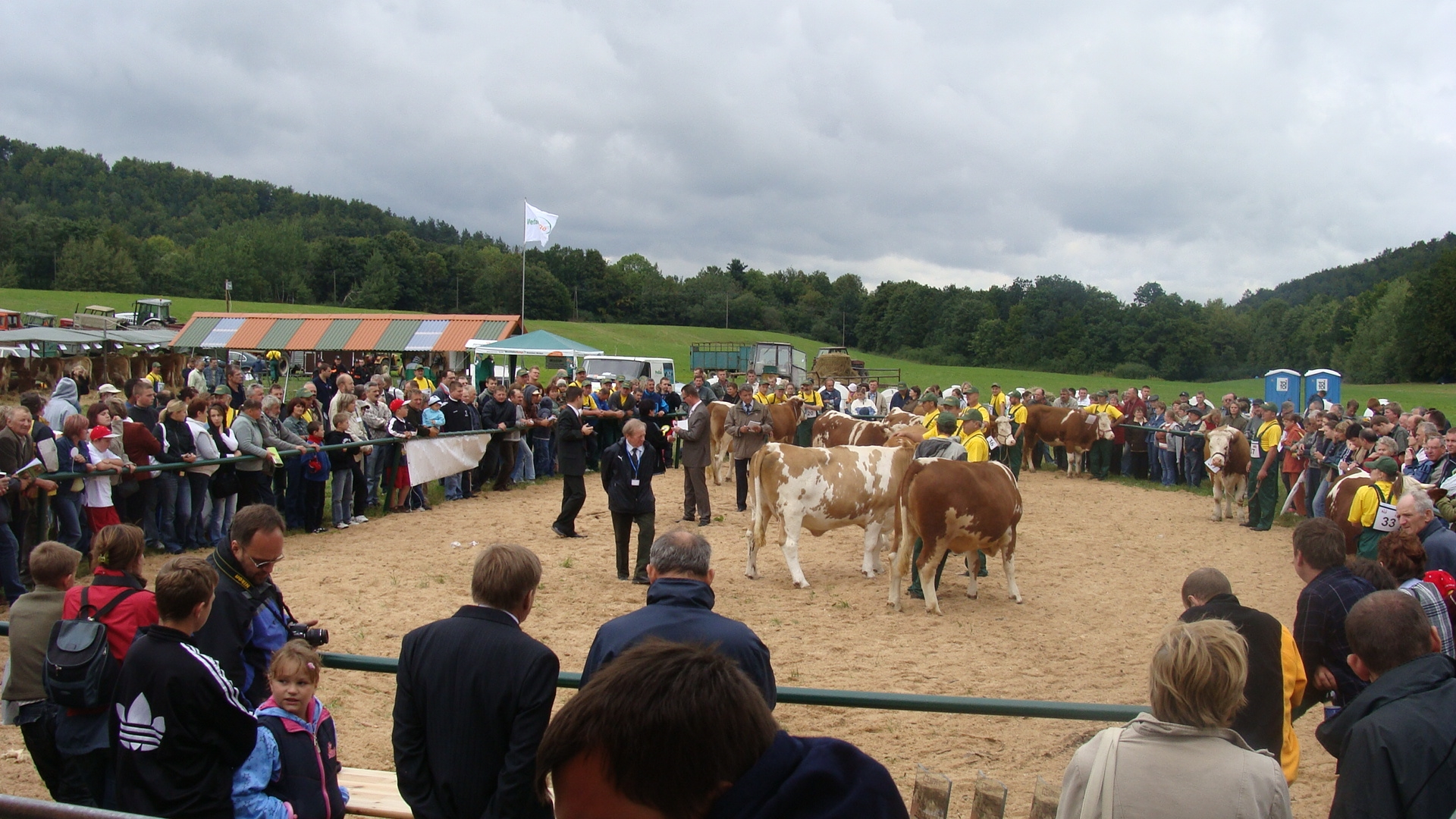
Krowy na wybiegu
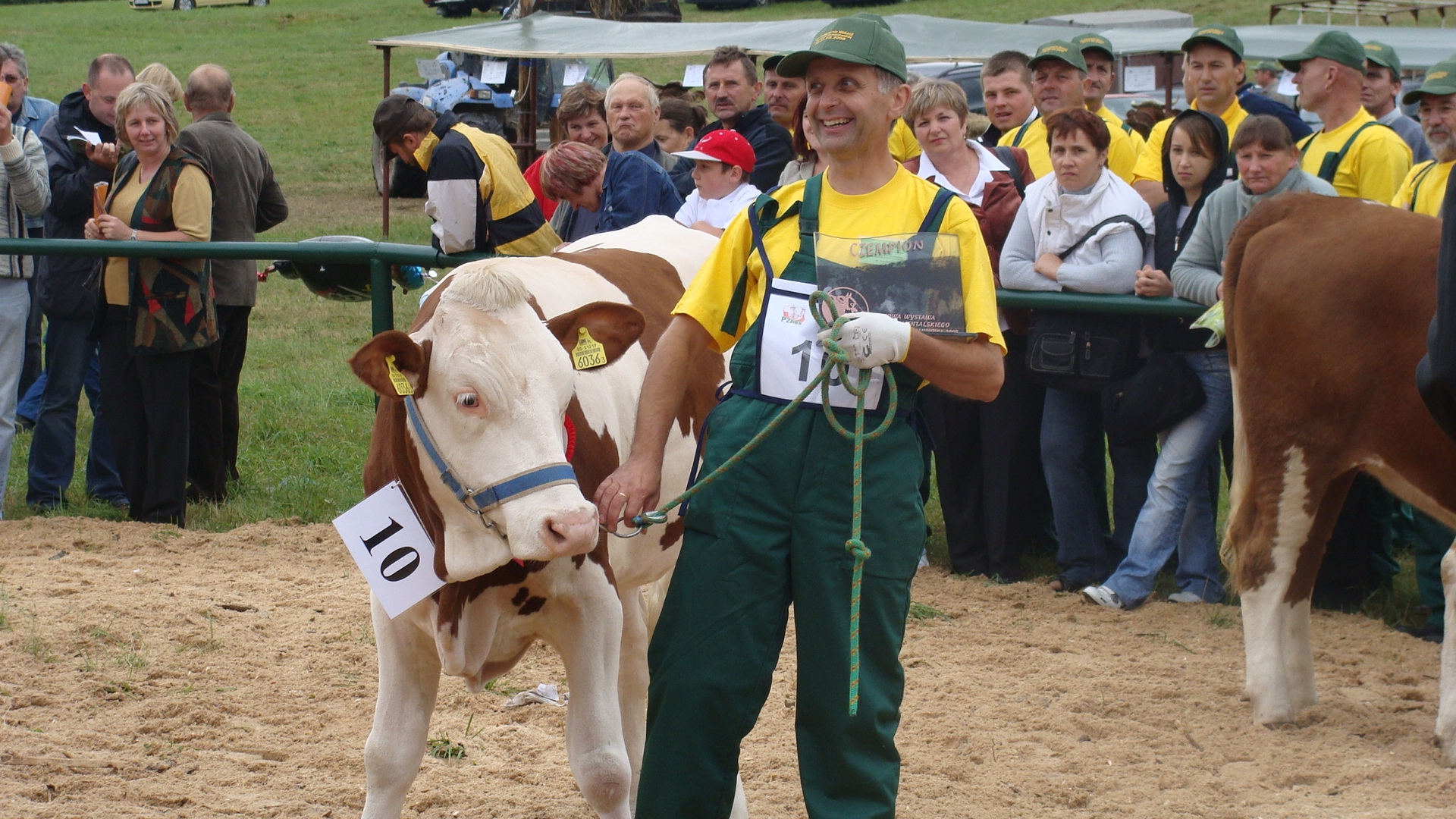
Zwycięska krowa
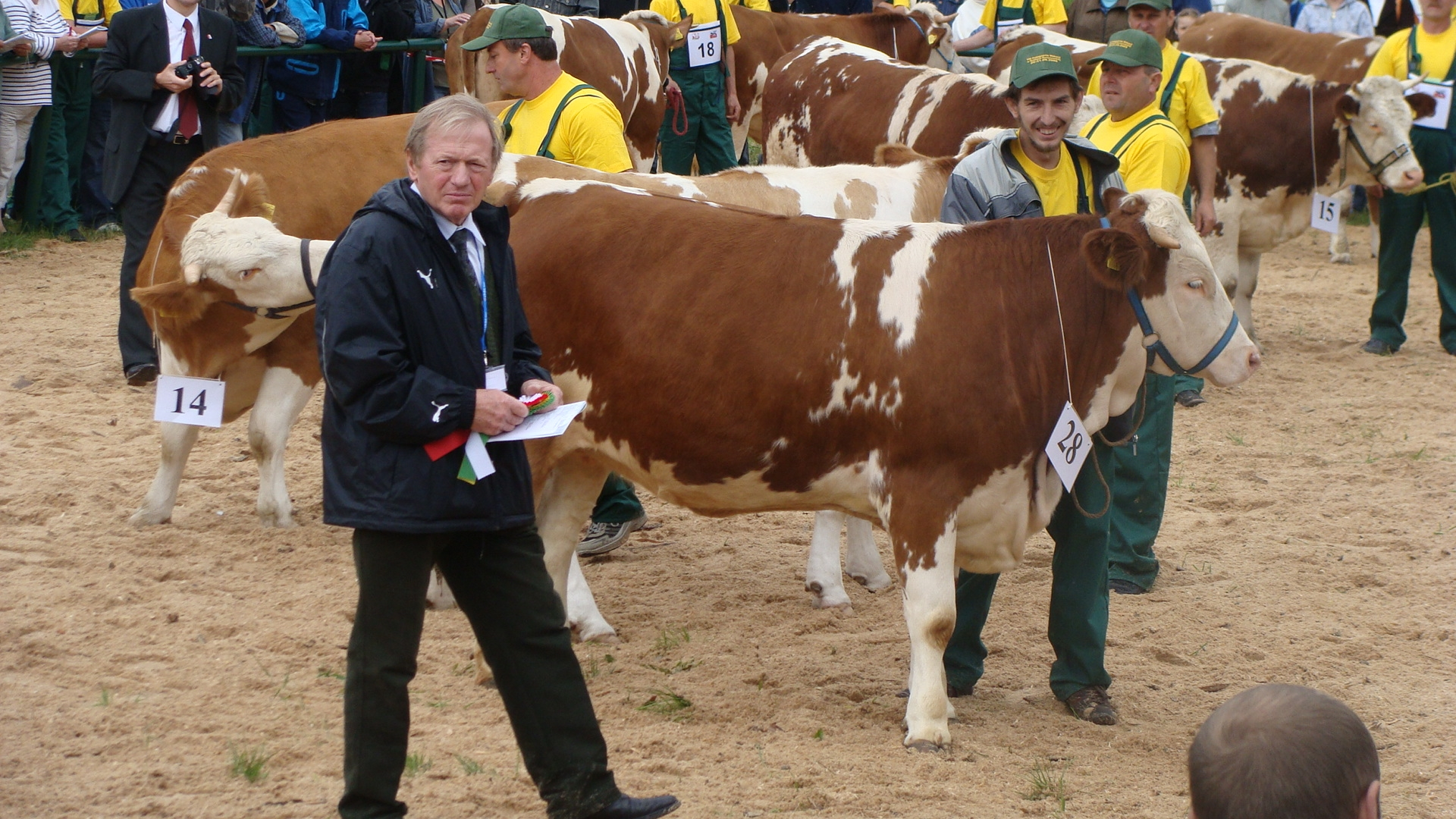
Krowy podczas pokazów
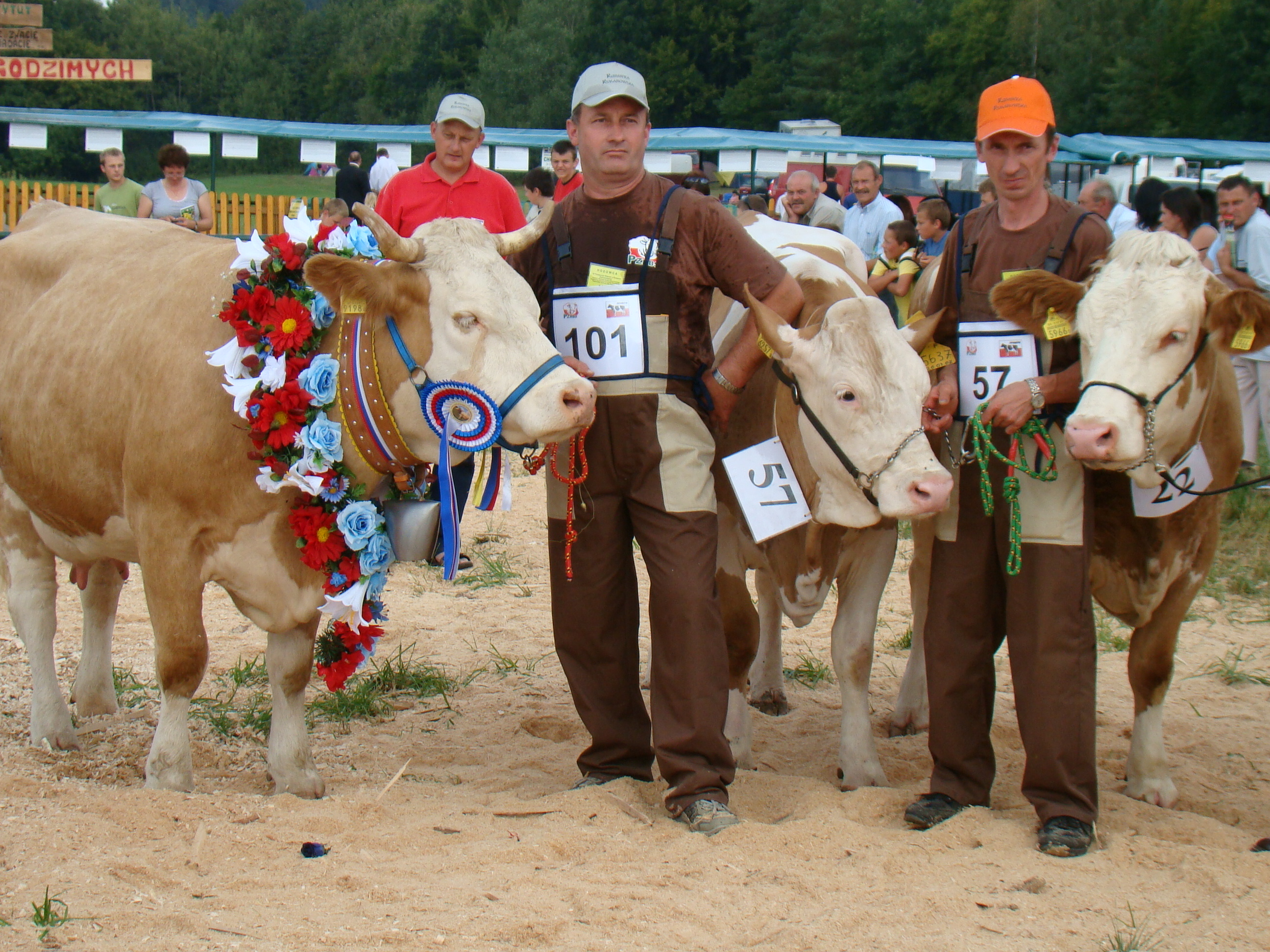